# Kövesi Antal
Kövesi Antal (Magyarország, Tápióság, 1876. augusztus 31. – Sopron, 1961. november 1.) gépészmérnök, műegyetemi tanár.

## Életpálya
Műegyetemi tanulmányait 1898-ban fejezte be. A tudományos pályát választva Selmecbányán Herrmann Emil tanársegéde. 1907-től mechanika tanára, több ízben rektor. 1919-ben a főiskola Sopronba helyezte székhelyét, 1934-ben a főiskolának egyetemi rangra emelésekor műegyetemi tanárrá nevezték ki. Tanári pályafutása alatt  mechanikát, szilárdságtant, gépészeti ipartant, vasszerkezetet, erdészeti géptant és kohógéptant adott elő. Tudományos munkásságának eredményeként több mint száz, a technika legkülönbözőbb ágazatába tartozó tanulmánya jelent meg hazai és külföldi szaklapokban.

### Tanulmányai
- Erdészeti géptan (Selmecbánya, 1907)
- Grafosztatika és vasszerkezetek (Selmecbánya, Joerges Ágost özvegye és fia, 1910)
- Szilárdságtan (Budapest, A M. Kir. Bányamérnöki és Erdőmérnöki Főiskola Könyvkiadó Alapja, Athenaeum Irodalmi és Nyomdai RT. 1927)
- Hidraulika (Budapest, Népszava Könyvkiadó, 1946)
- Szilárdságtan és gyakorlati példák gyűjteménye (Nehézipari Könyv- és Folyóiratkiadó Vállalat. 1951)

### Életrajzok
- Faller Jenő: Dr. Kövesi Antal (MTA Műszaki tudományok osztálya, Közlöny, 1962)
- Kövesi Antal  (Soproni Szemle, 1962. 2. sz.)